# کیم گی بانگ
کیم گی بانگ (کره‌ای: 김기방؛ زادهٔ ۳۱ مه ۱۹۸۱) بازیگر اهل کره جنوبی است. از زمان آغاز بازیگری در سال ۲۰۰۵، او به عنوان نقش مکمل در مجموعه‌های تلویزیونی مانند پسران فراتر از گل‌ها (۲۰۰۹)، کتاب خانواده گو (۲۰۱۳)، تیم برتر پزشکی (۲۰۱۳) و دختر دوست‌داشتنی من (۲۰۱۴) ایفای نقش کرده‌است.
او نخستین نقش اول مرد خود را در فیلم کشتار گوچانگ - زمستان خونین (۲۰۱۳) ایفا کرد.

## فیلم‌شناسی

### مجموعه تلویزیونی
| سال  | عنوان                                          | نقش                                |
| ---- | ---------------------------------------------- | ---------------------------------- |
| ۲۰۰۵ | نام من کیم سام سون است                         | گی بانگ                            |
| ۲۰۰۶ | عاشقان                                         |                                    |
| ۲۰۰۷ | متشکرم                                         | سونگ دو سوب                        |
| ۲۰۰۷ | لبخند پنیر کیمچی                               | مهندس جونگ                         |
| ۲۰۰۷ | بخش قلب                                        | مدیر برنامه لی دونگ گوان           |
| ۲۰۰۸ | جاسوس سو یونگ                                  | کیم گی بانگ                        |
| ۲۰۰۸ | هنر فریبندگی                                   |                                    |
| ۲۰۰۸ | تیم تحقیقات ویژه زندگی                         | لی سو هیونگ (مهمان، قسمت ۵)        |
| ۲۰۰۸ | داستان‌های خارق‌العاده و عجیب                    |                                    |
| ۲۰۰۹ | پسران فراتر از گل‌ها                            | بوم چون شیک                        |
| ۲۰۰۹ | داستان‌ها و افسانه‌های عجیب - فصل ۲ «سیخ شدن مو» | مدیر نا                            |
| ۲۰۰۹ | آیا کریسمس برف می‌بارد؟                         | چا بو سان                          |
| ۲۰۱۰ | میلیاردر شدن                                   | پارک کانگ وو                       |
| ۲۰۱۱ | دو دوست                                        | گوم چی                             |
| ۲۰۱۱ | درختی با ریشه عمیق                             | چو تاک                             |
| ۲۰۱۲ | زمان طلایی                                     | کیم دو هیونگ                       |
| ۲۰۱۳ | کتاب خانواده گو                                | اوک مان                            |
| ۲۰۱۳ | تیم برتر پزشکی                                 | جونگ هون مین                       |
| ۲۰۱۴ | دراما سیتی «پارکینگ غیرقانونی»                 | مشتری (حضور افتخاری)               |
| ۲۰۱۴ | دختر دوست‌داشتنی من                             | یو سانگ بونگ                       |
| ۲۰۱۴ | میسنگ: زندگی ناتمام                            | یک کارمند بین‌المللی (حضور افتخاری) |
| ۲۰۱۴ | دراما فستیوال «فورتین»                         |                                    |
| ۲۰۱۵ | دل به دل                                       | کارآگاه یانگ                       |
| ۲۰۱۵ | جونگ میونگ                                     | گو بوک                             |
| ۲۰۱۶ | پنیر در تله                                    | گونگ جو یونگ                       |
| ۲۰۱۶ | عشق بی‌پروا                                     | رئیس نو ئول                        |
| ۲۰۱۶ | دارودسته                                       | حضور افتخاری                       |
| ۲۰۱۸ | اول باید ببوسیم                                | لی چونگ گول                        |
| ۲۰۲۱ | مون‌شاین                                        | چون گه                             |